# Valérie Schüller

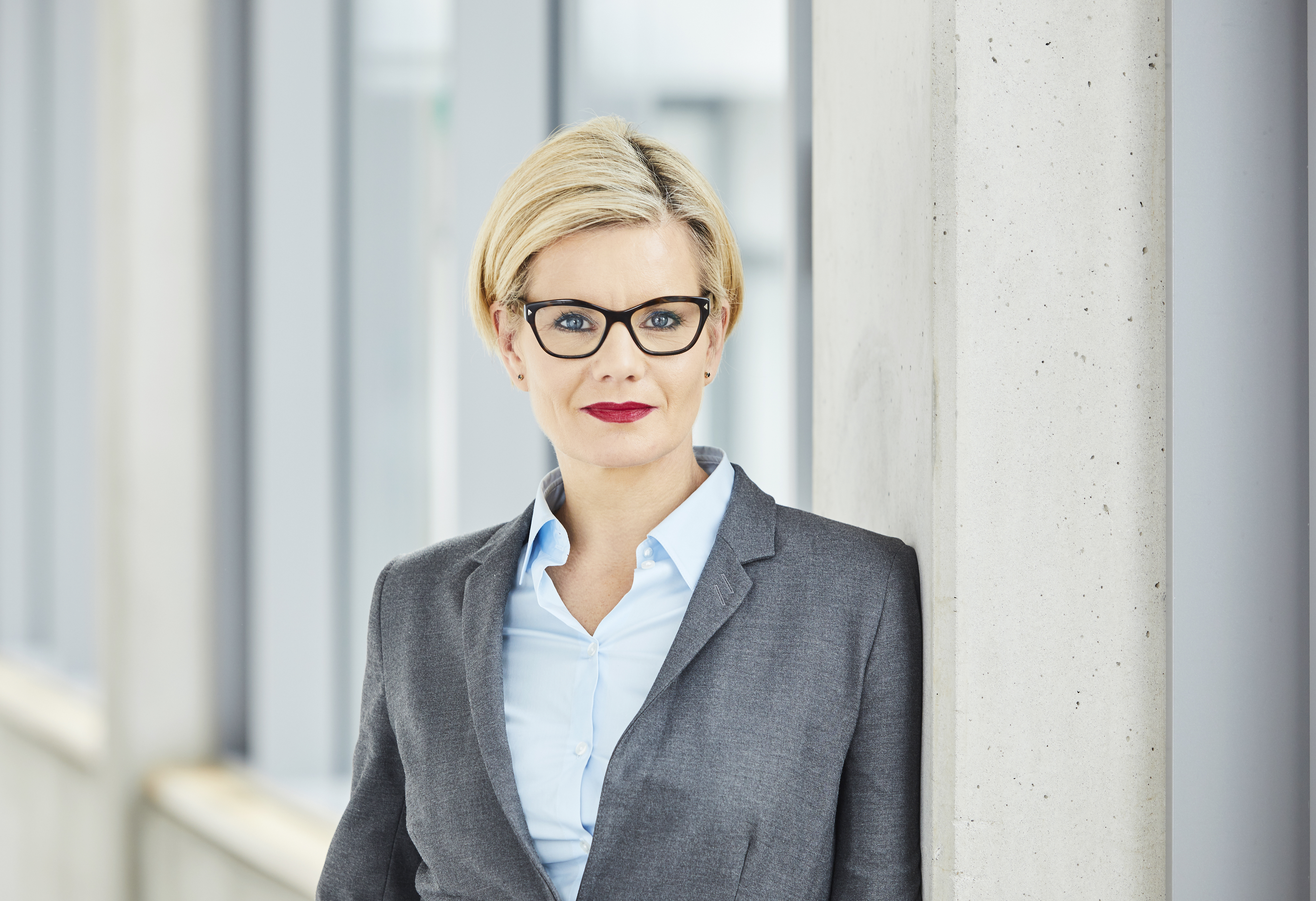
Valérie Schüller (2019)

Valérie Schüller (* 1974) ist eine deutsche Juristin und Wissenschaftsmanagerin. Seit April 2019 ist sie Vizepräsidentin für Finanzen und Personal der Universität Göttingen.

## Leben
Schüller studierte Rechtswissenschaft an der Universität Mainz. Im Jahr 2002 schloss sie ihr Rechtsreferendariat mit dem zweiten Juristischen Staatsexamen ab, Ende 2003 den Weiterbildungsstudiengang Medienrecht an der Universität Mainz mit dem Master of Laws (LL.M.). 2006 wurde sie am Fachbereich Rechts- und Wirtschaftswissenschaften der Universität Mainz promoviert. Von 2005 bis 2016 war Schüller Geschäftsführerin des Fachbereichs, mit einer Unterbrechung 2011/2012, als sie im Team für die Exzellenzinitiative der Universität Mainz mitarbeitete. Darüber hinaus war sie jeweils mehrere Jahre Senatorin, Mitglied im Haushalts- und Strukturausschuss sowie Mitglied im Satzungsausschuss der Universität Mainz.
Im Jahr 2016 wechselte sie als Kanzlerin an die Technische Hochschule Bingen, im September 2017 als Kanzlerin an die Hochschule Mainz.
Im April 2019 wurde Valérie Schüller hauptberufliche Vizepräsidentin für Finanzen und Personal der Universität Göttingen.
Im Oktober und November 2019 sowie von Januar bis März 2021 leitete sie die Universität übergangsweise als kommissarische Präsidentin.